# Heerlijkheid Baruth
De heerlijkheid Baruth in Brandenburg was tot 1945 in het bezit van de familie Solms-Baruth en bezat binnen het keurvorstendom Saksen bijzondere rechten.
In de dertiende en veertiende eeuw noemden zich ridders naar de burcht Baruth. De heerlijkheid maakte deel uit van het keurvorstendom Saksen.
Tot 1582 was de familie van Schlieben in het bezit van de heerlijkheid Baruth. Vervolgens kwam ze in bezit van kolonel van Buch, die de heerlijkheid in 1596 verkocht aan graaf Otto van Solms-Laubach. De graven van Solms waren al in bezit van de naburige heerlijkheid Sonnewalde en er ontstond een afzonderlijke tak Solms-Baruth. De heerlijkheid bezat tot het begin van de negentiende eeuw bijzonder rechten binnen Saksen, maar had geen eigen bestuur.
Toen het Congres van Wenen in 1815 een groot deel van het koninkrijk Saksen bij het koninkrijk Pruisen voegde, kwam ook Baruth bij Pruisen, waar het deel ging uitmaken van de provincie Brandenburg.